# Breedstaartmanakin
De breedstaartmanakin (Ceratopipra chloromeros; synoniem: Pipra chloromeros) is een zangvogel uit de familie Pipridae (manakins).

## Verspreiding en leefgebied
Deze soort komt voor in het zuidwestelijke Amazonegebied.

## Status
De grootte van de populatie is niet gekwantificeerd maar de soort wordt omschreven als vrij algemeen. Op de Rode lijst van de IUCN heeft deze soort de status niet bedreigd.